# Champlevé mosan
La technique du champlevé est particulièrement associée[évasif] à l'art mosan. Cette technique de travail de l'émail[Laquelle ?] s'est développée à la fin du XIe siècle. Les émaux mosans sont, avec ceux de Limoges, les plus célèbres[réf. nécessaire]. Le travail[Lequel ?] pouvait également être réalisé sur l'or ou le vermeil. Le Triptyque de Stavelot exposé à New York constitue une des plus belles œuvres mosanes. L’autel de Verdun réalisé en 1181 par Nicolas de Verdun pour l'abbaye de Klosterneuburg, et l’autel portatif de Stavelot, visible dans la salle aux trésors des musées royaux d'Art et d'Histoire de Bruxelles, constituent d'autres œuvres remarquables[réf. nécessaire]. Les thèmes de prédilection sont la passion et la résurrection du Christ, la rédemption, et la mise en lumière des concordances entre l’Ancien et le Nouveau Testament[réf. souhaitée].

## Galerie

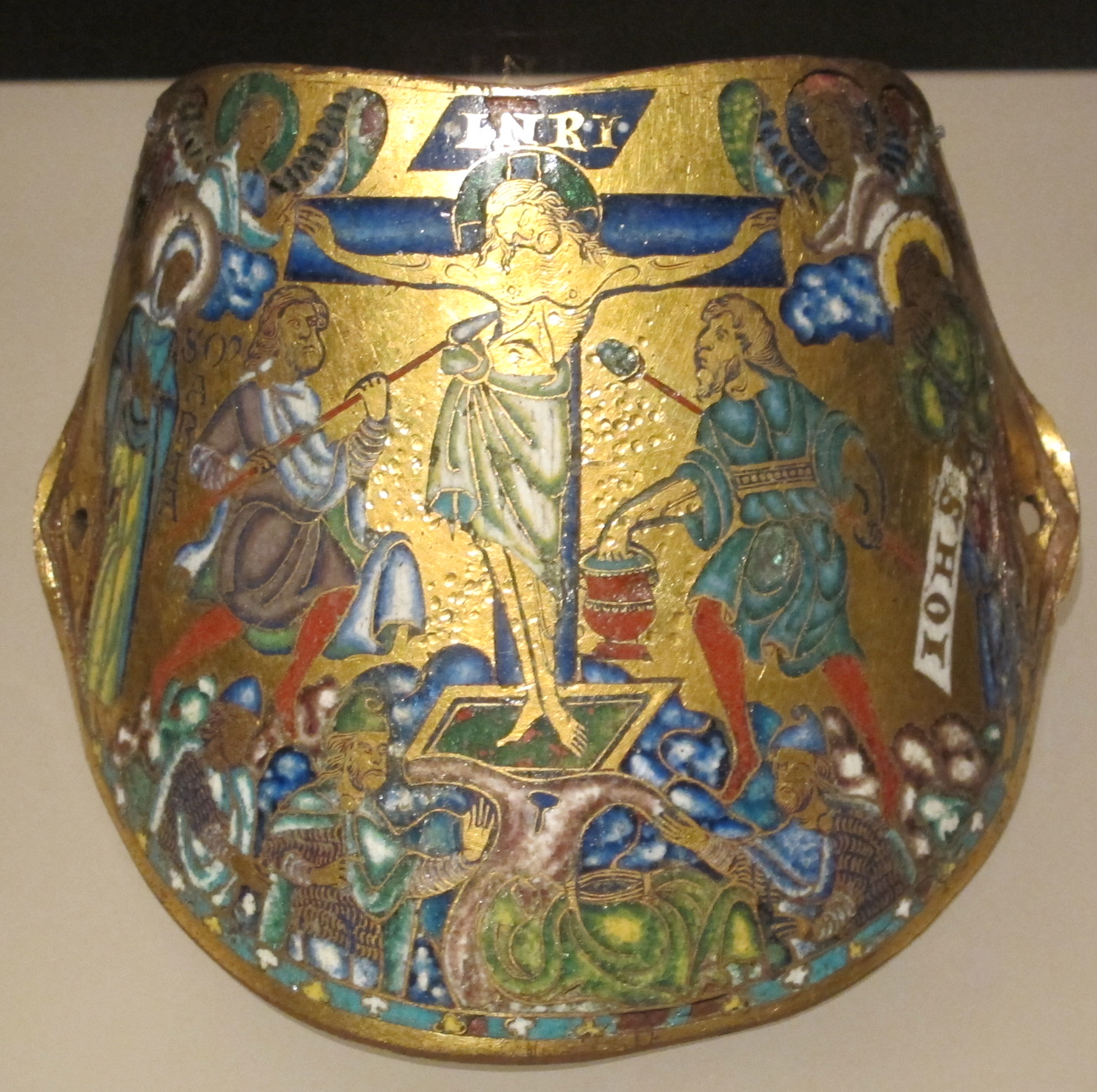
Armilla représentant la crucifixion, 1170-1180, Germanisches Nationalmuseum, Nuremberg
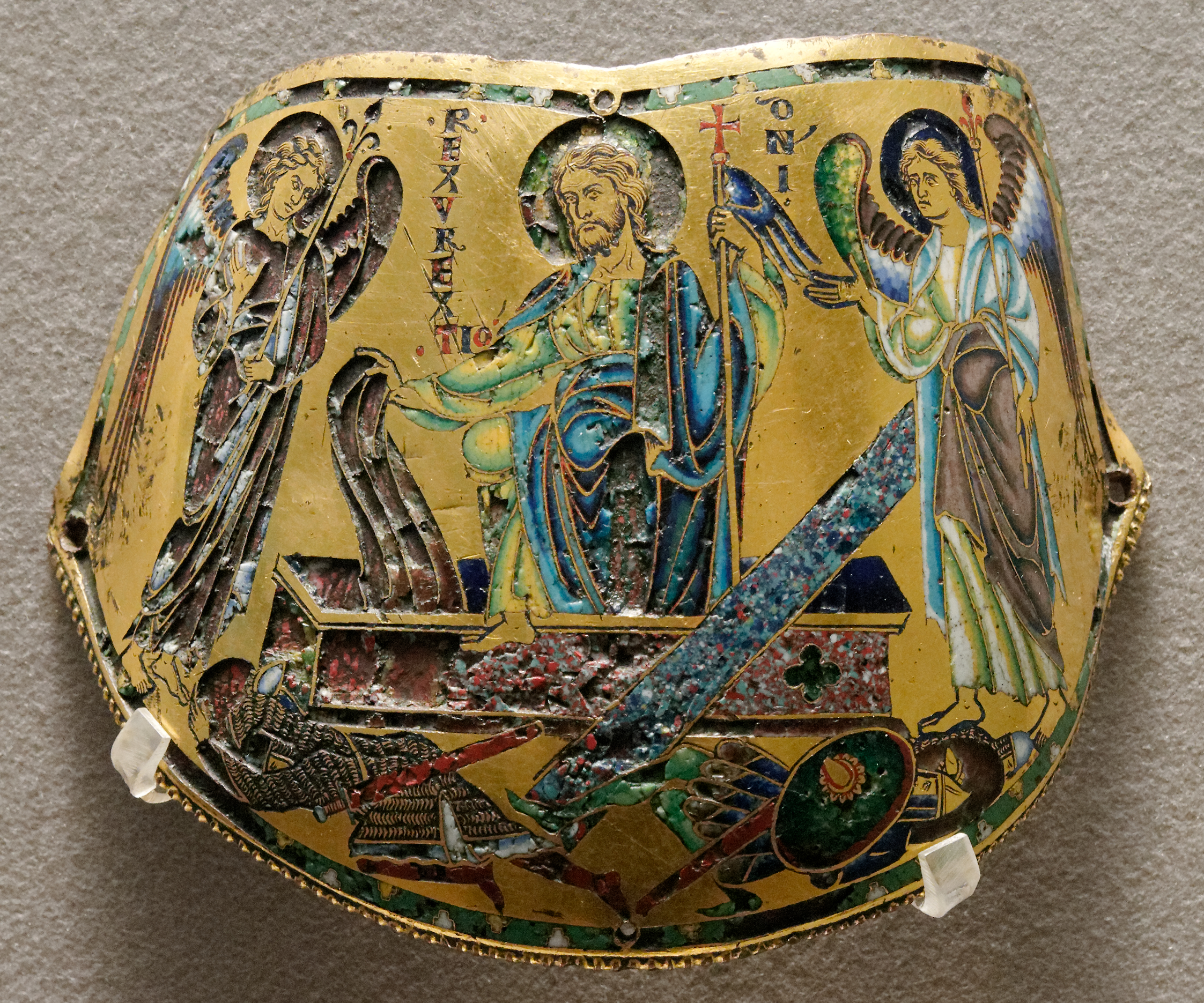
Armilla représentant la résurrection du Christ, 1170-1180, Musée du Louvre
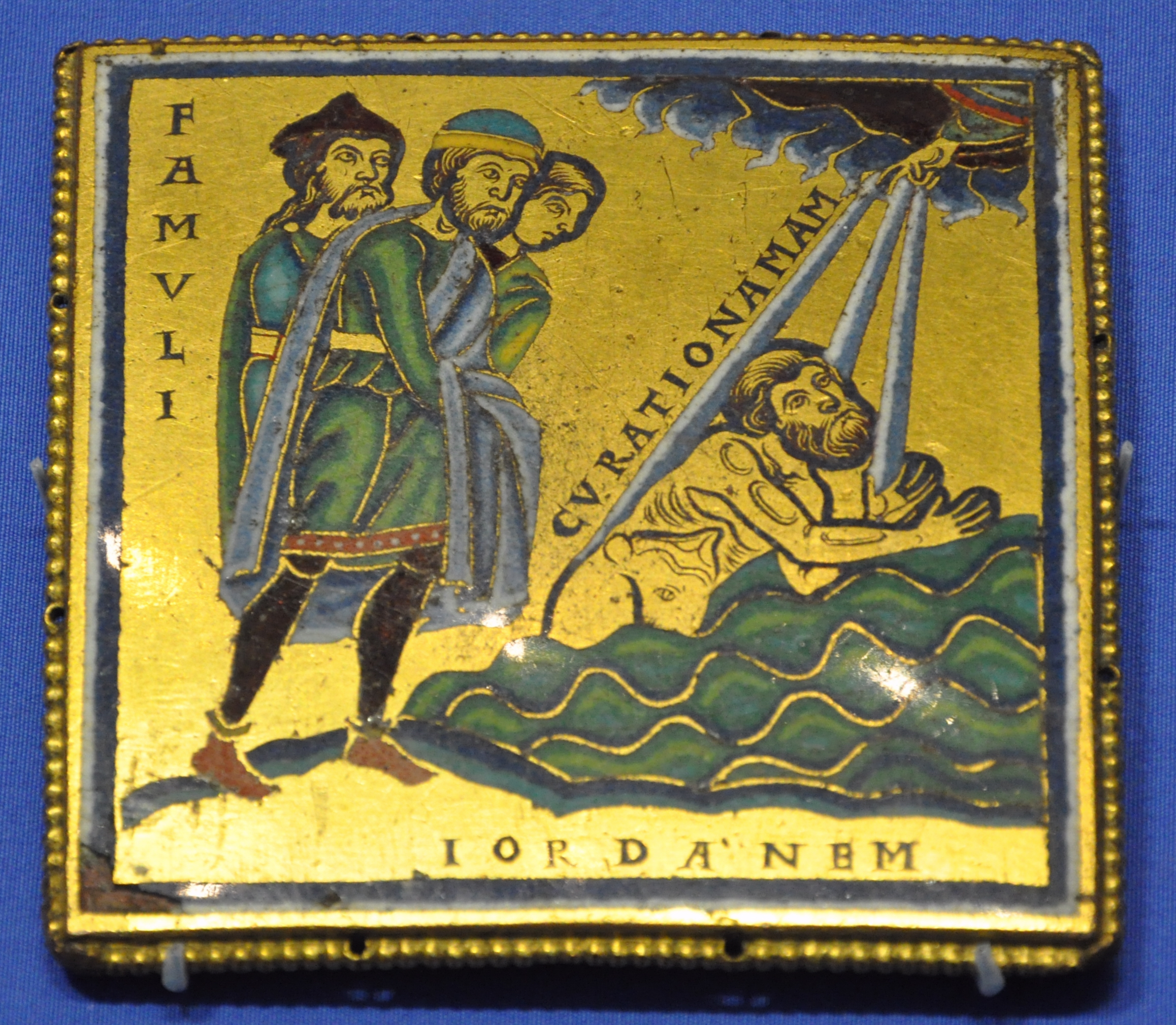
Guérison de Naaman dans le Jourdain, vers 1150, British Museum
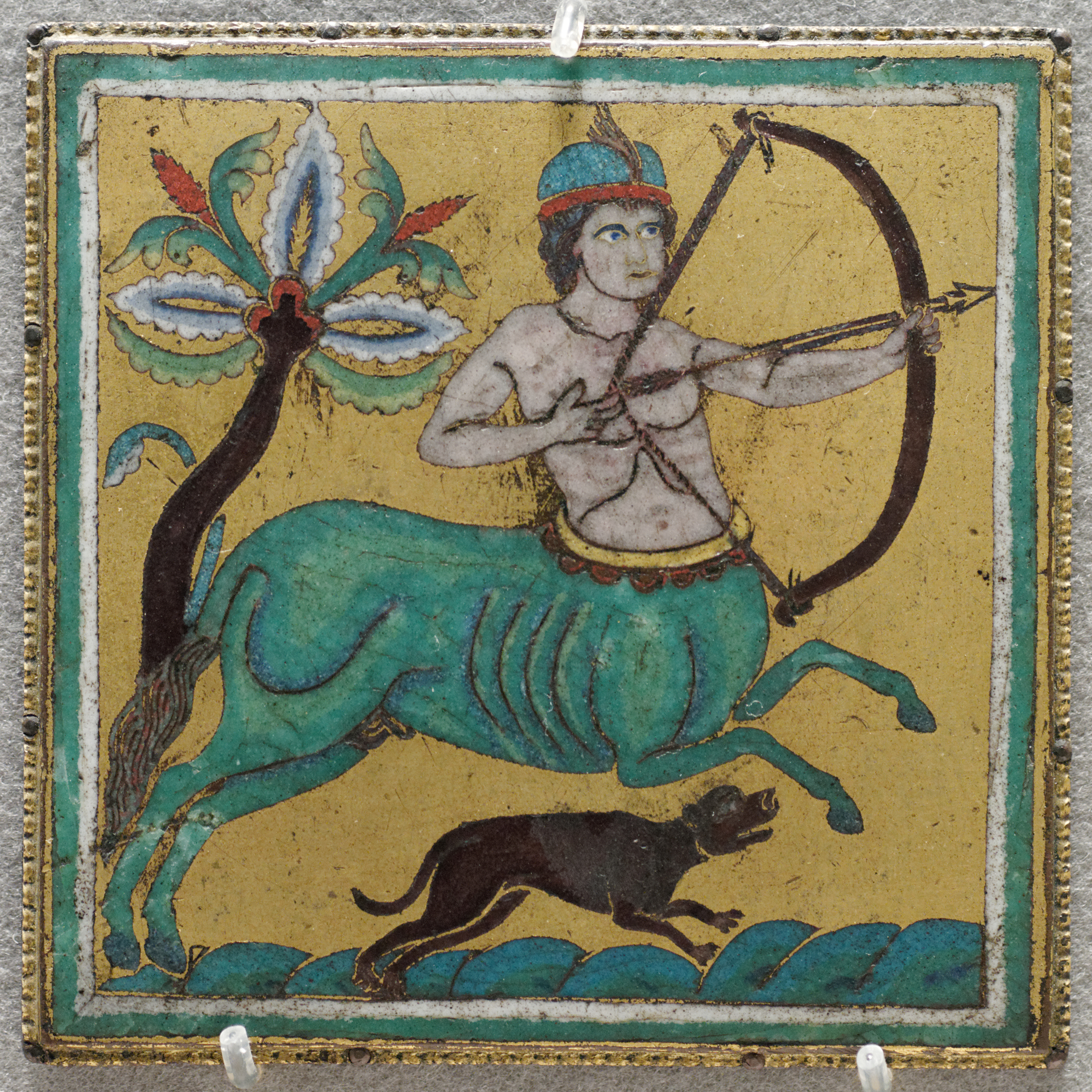
Plaque représentant un centaure, émail champlevé sur cuivre doré, 1160–1170, Musée du Louvre
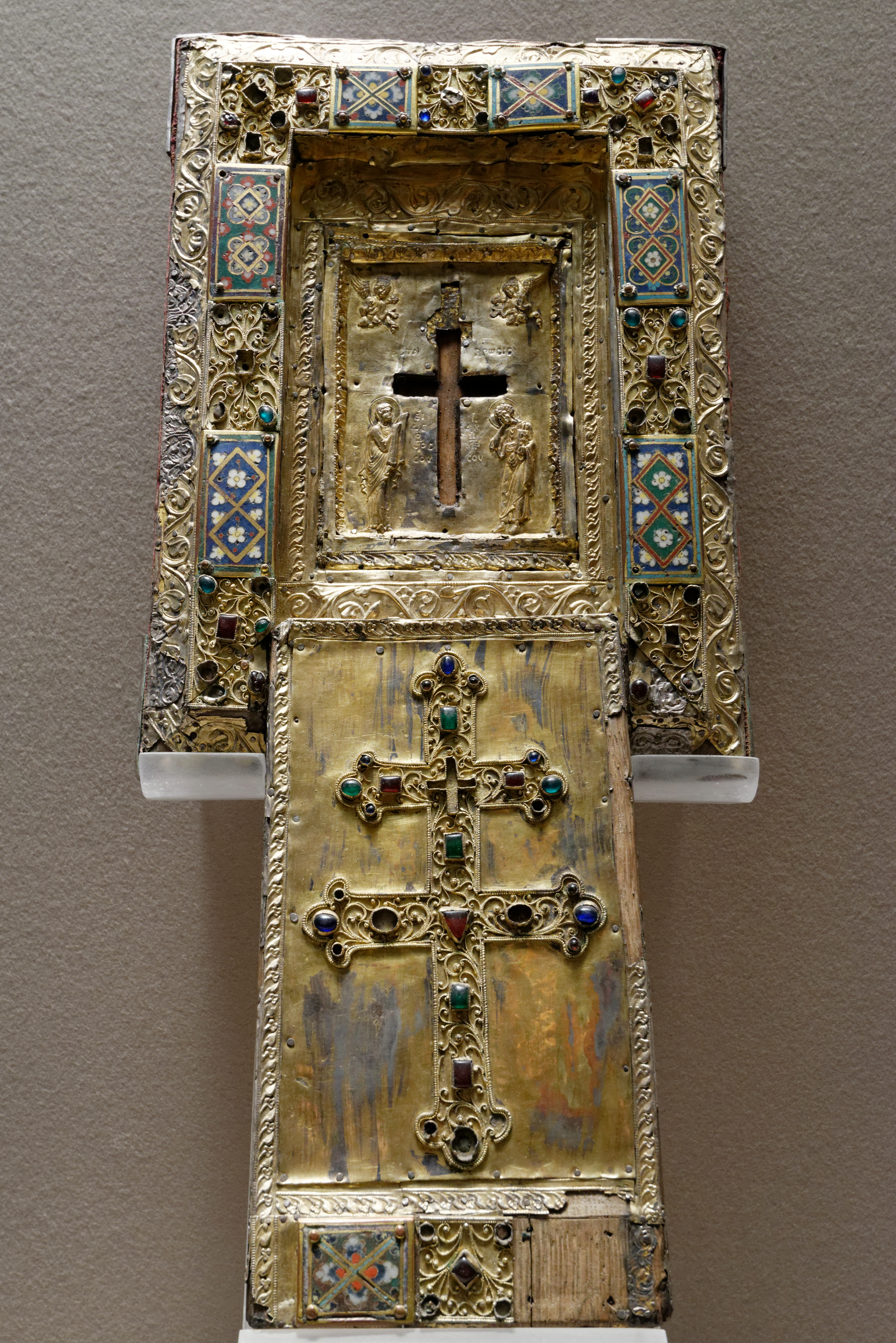
Tableau-reliquaire de la Vraie Croix et couvercle à glissière. Reliquaire byzantin, XIe siècle, Musée du Louvre
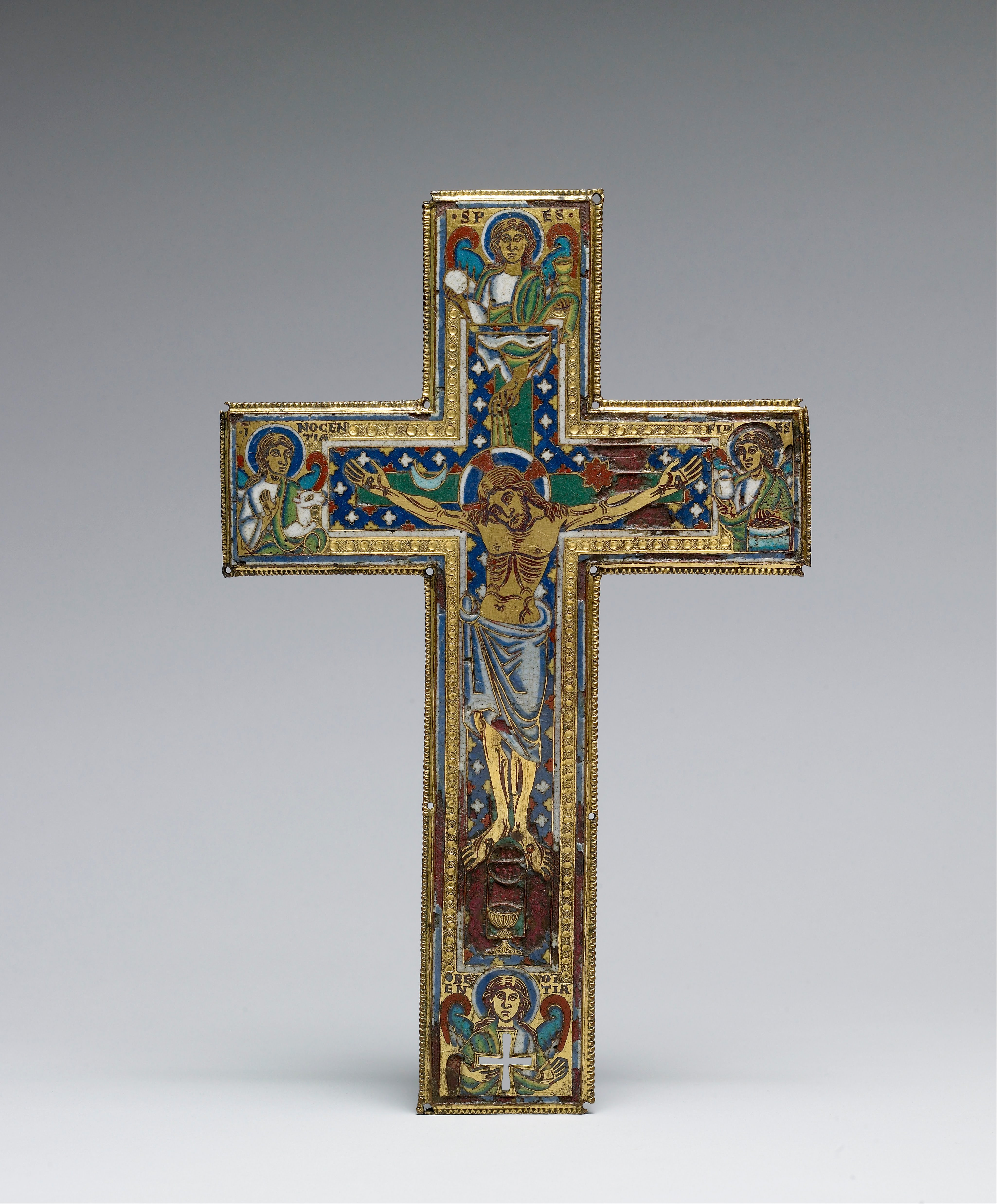
Croix-Reliquaire, 1150-1175, Walters Art Museum, Baltimore.
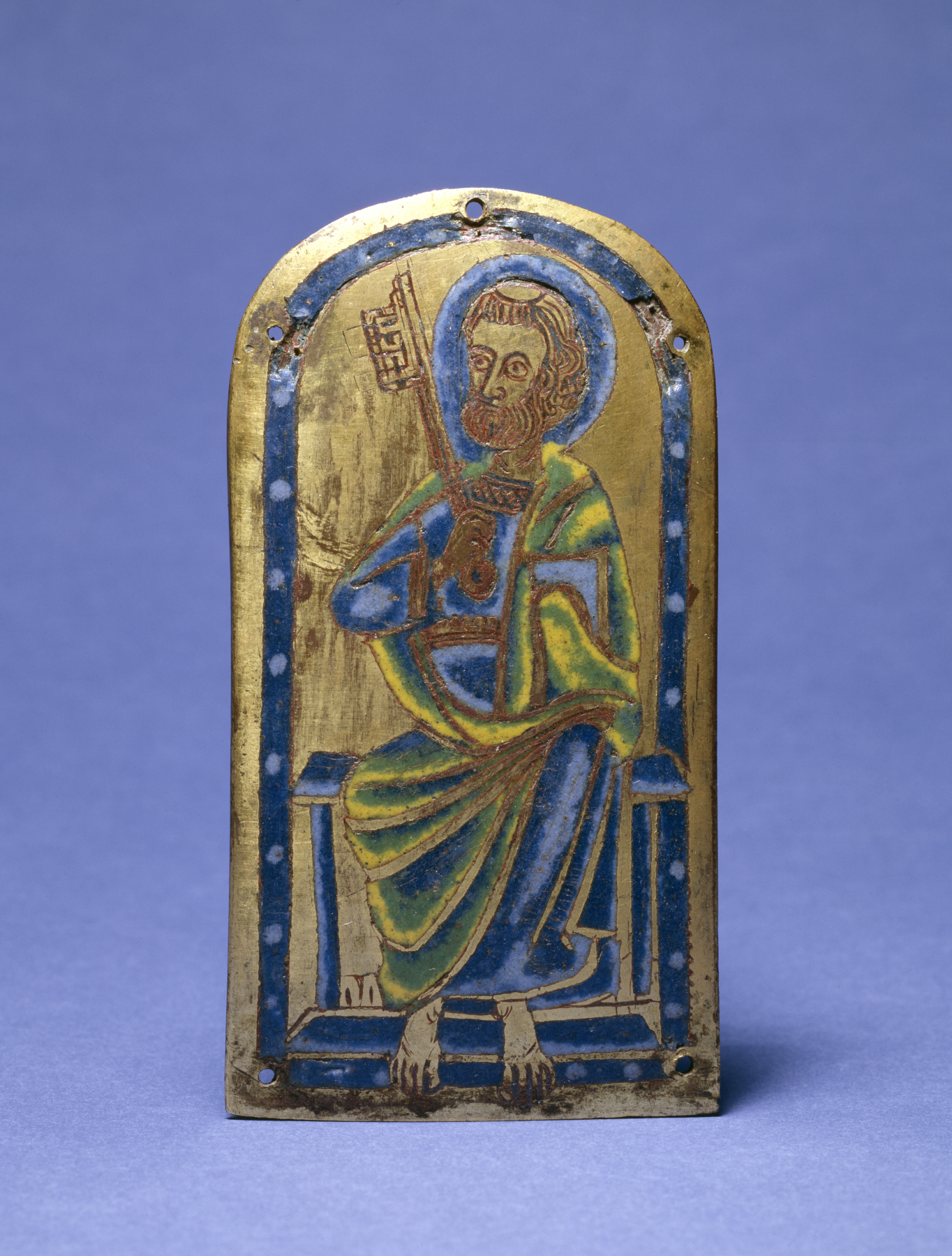
Saint Pierre tenant les clés des royaumes du Ciel et de la Terre : émail champlevé, années 1160-1180, Walters Art Museum, Baltimore.
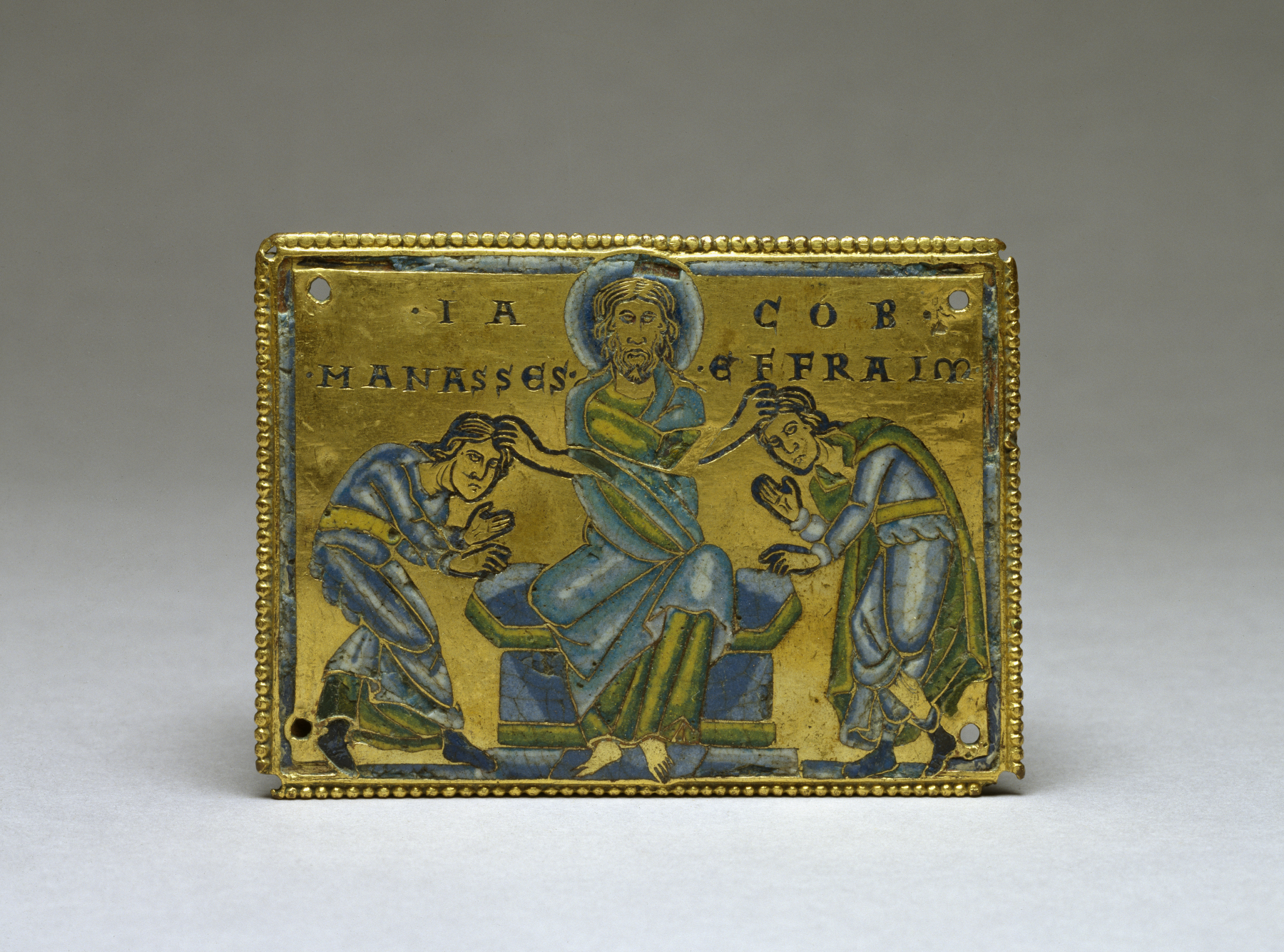
Jacob bénissant Manassé et Ephraïm, Atelier de Godefroid de Huy, Walters Art Museum, Baltimore.
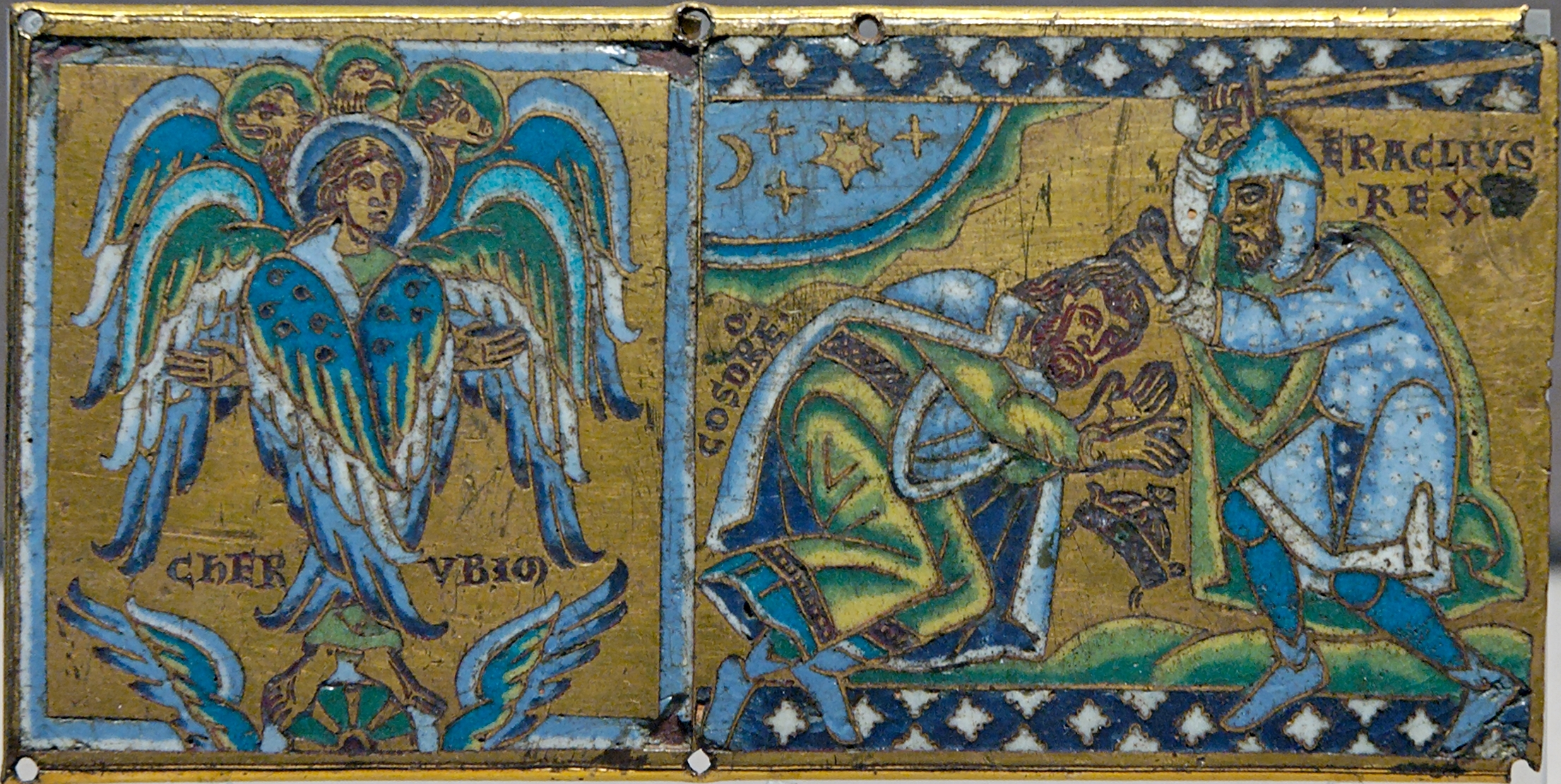
Chérubin et l'empereur byzantin Héraclius soumettant le roi sassanide Khosro II, plaque provenant d'une croix. 1160-1170, Musée du Louvre
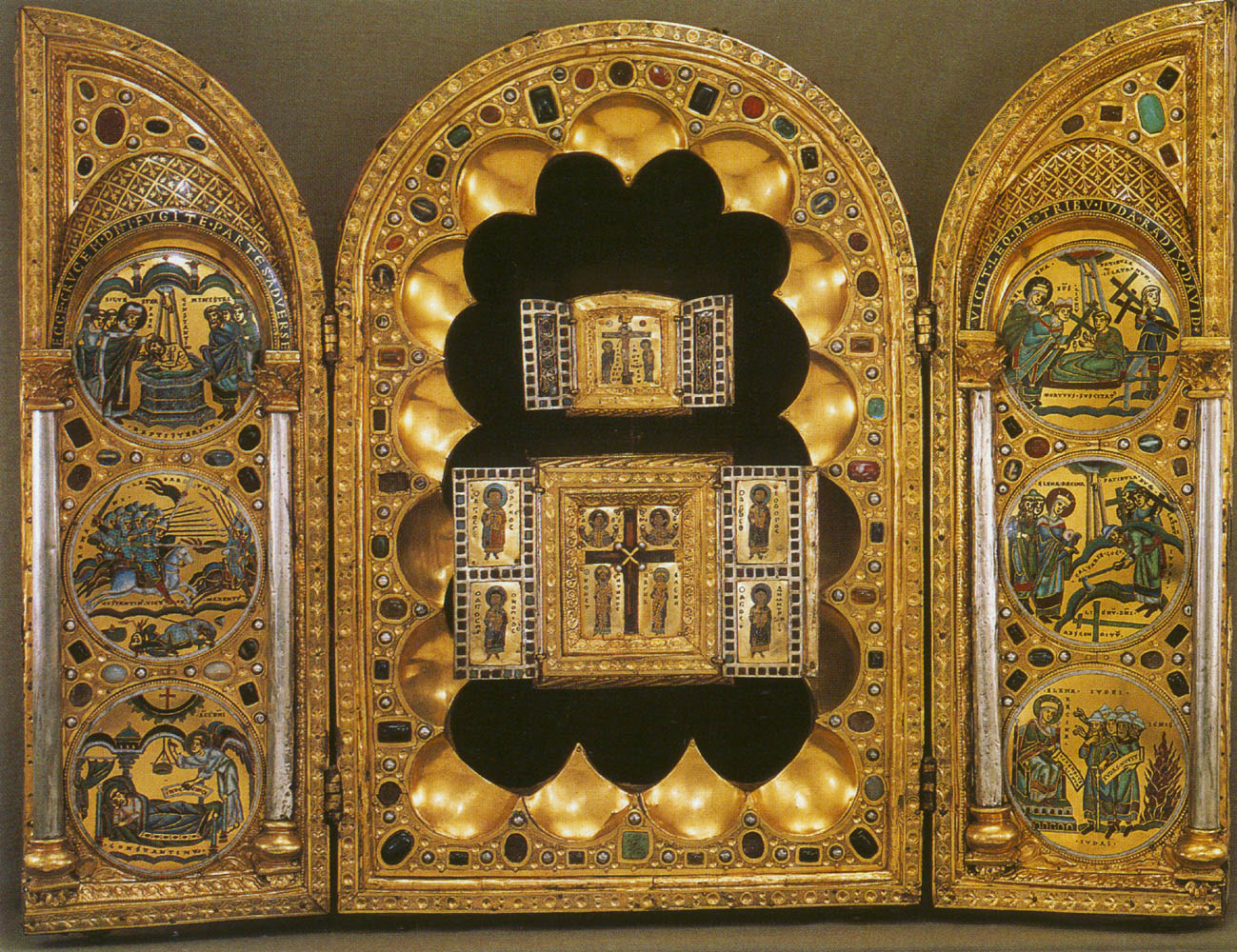
Triptyque de Stavelot, Morgan Library, New York
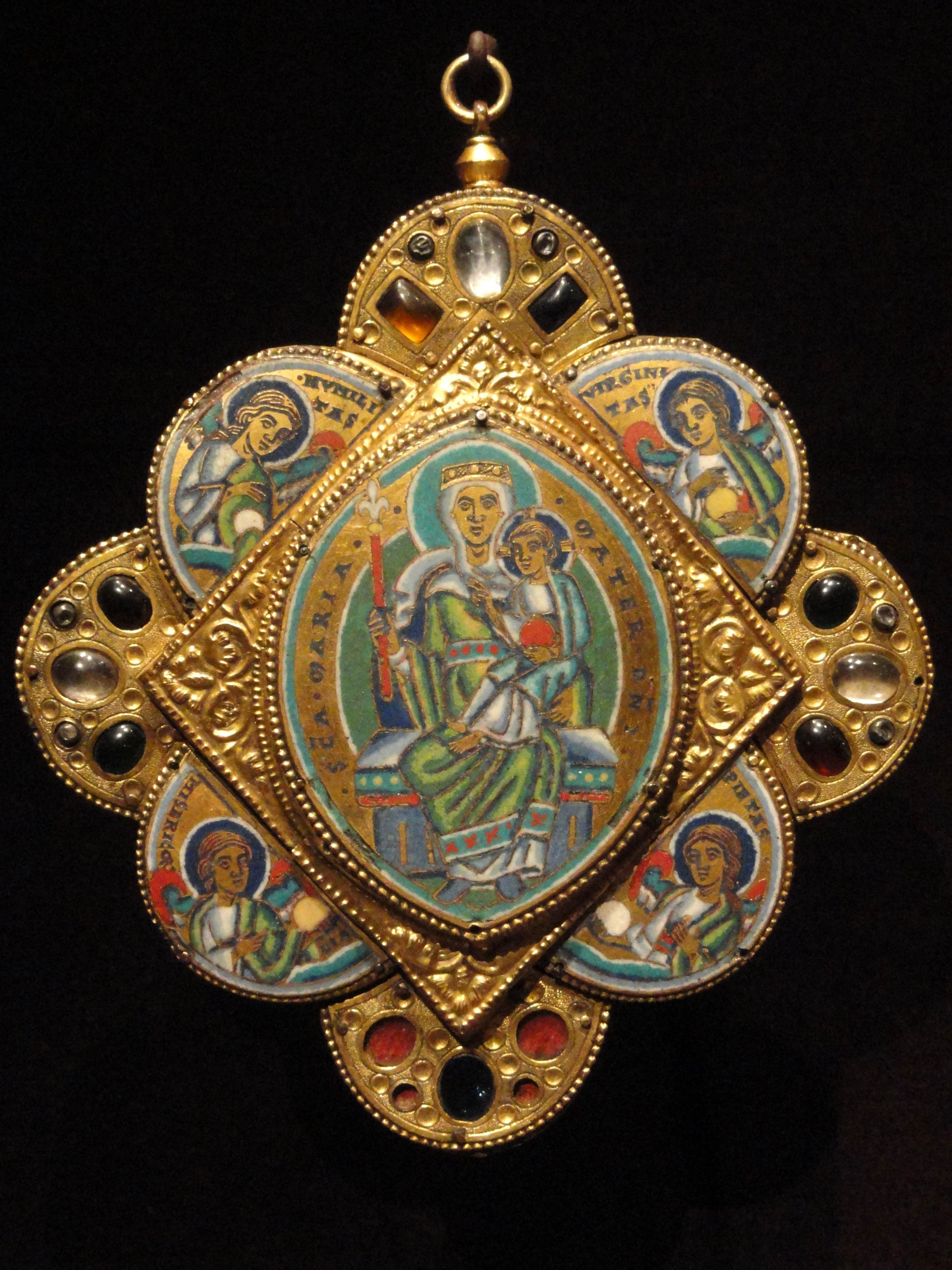
Collier avec la Vierge et l'Enfant, environ 1160-1170, Atelier de Godefroid de Huy, Cleveland Museum of Art.
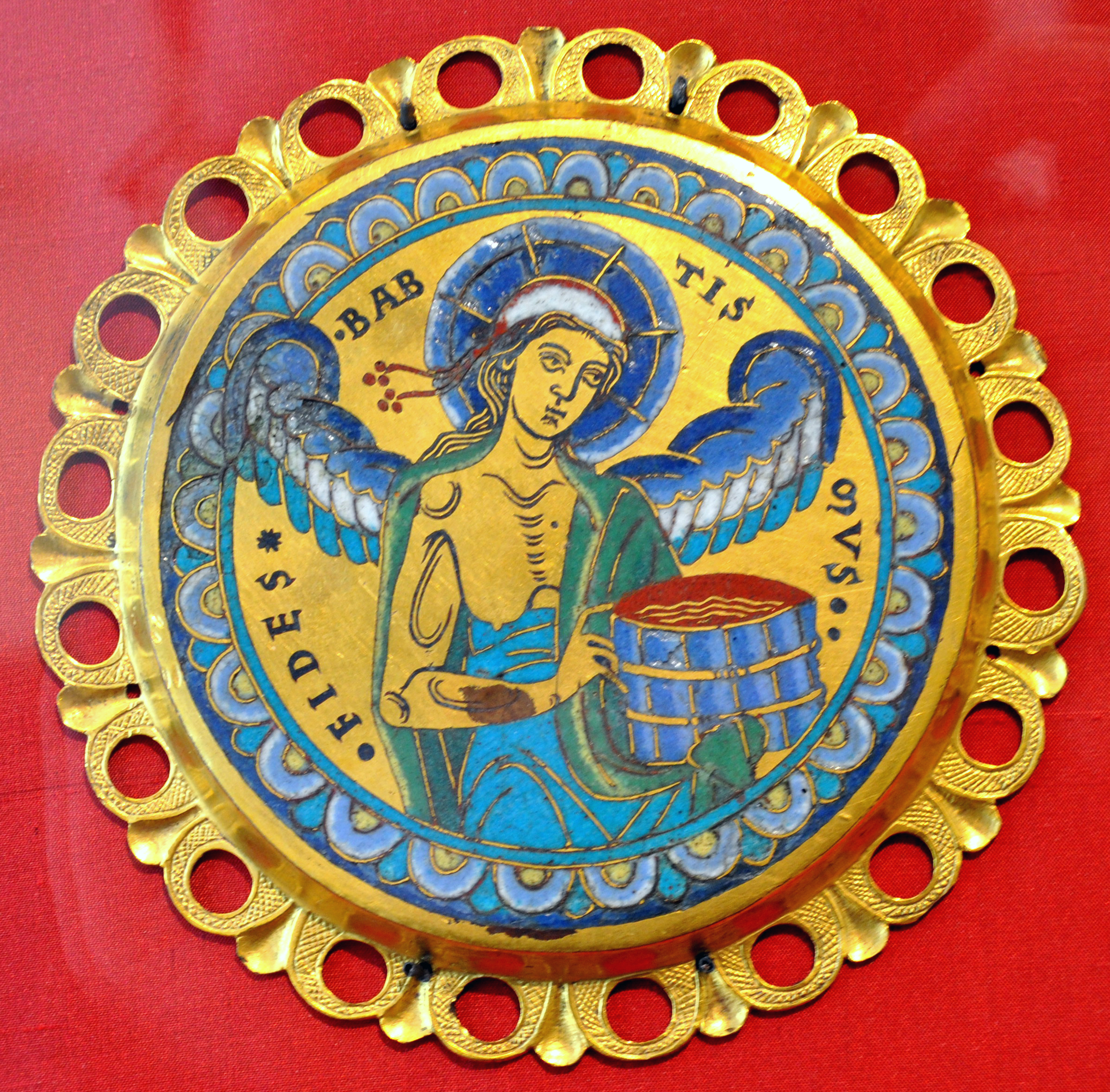
Médaillon FIDES et BAPTISMUS de l'ancien retable de Saint-Remacle de l'Abbaye de Stavelot, 1150, Musée des arts appliqués (Francfort)
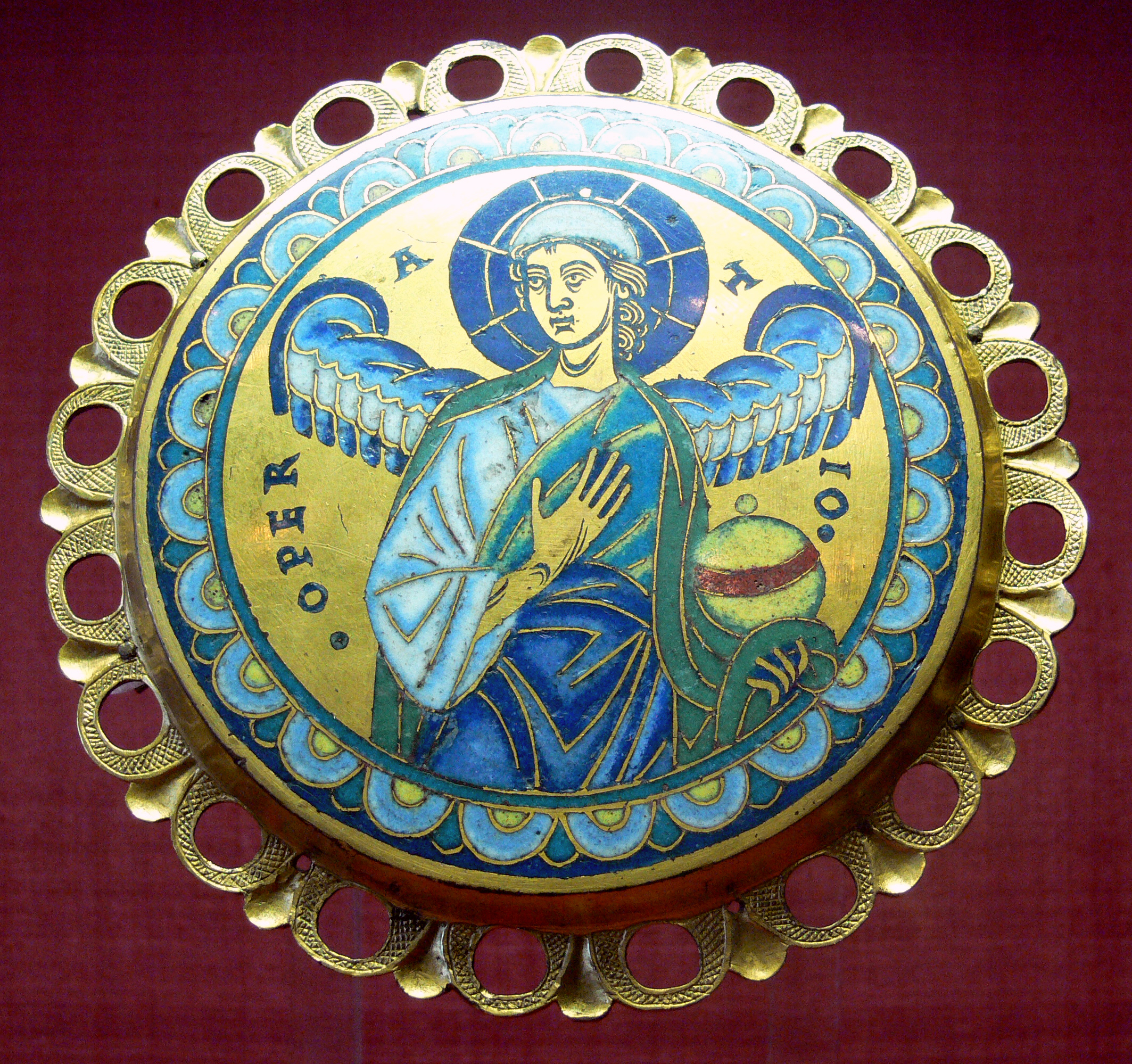
Médaillon OPERATIO de l'ancien retable de Saint-Remacle de l'Abbaye de Stavelot, 1150, Musée des arts décoratifs de Berlin
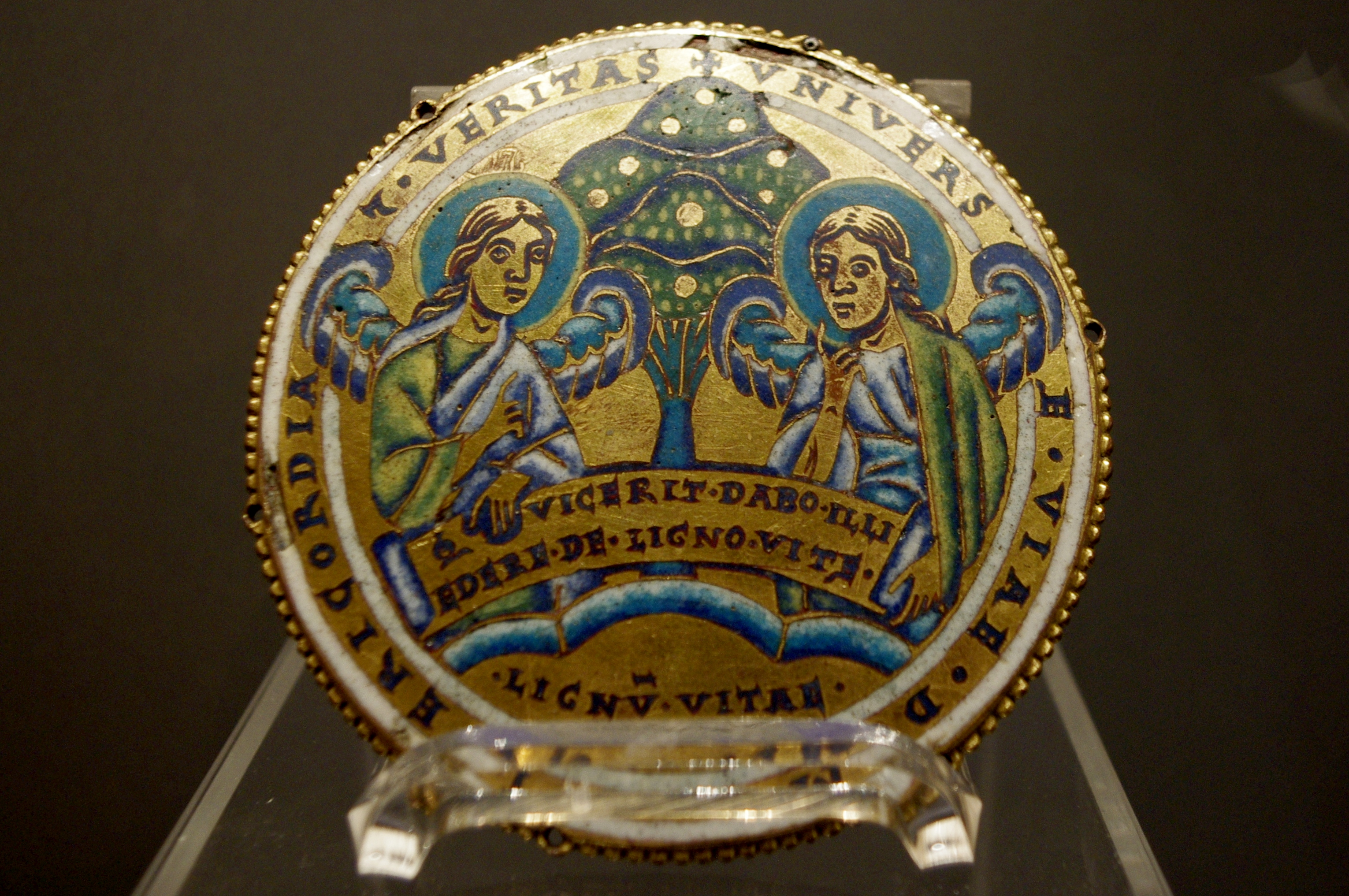
Médaillon émaillé "L'arbre de vie", vers 1160, Trésor de la Collégiale Notre-Dame de Huy.